# عبدالله العطار
عبدالله العطار (عربی: عبدالله مهند عبد الرحمن العطار؛ زادهٔ ۴ اکتبر ۱۹۹۲) بازیکن فوتبال اهل اردن است.
از باشگاه‌هایی که در آن بازی کرده‌است می‌توان به باشگاه ورزشی الفیصلی اشاره کرد.
وی همچنین در تیم‌های ملی فوتبال زیر ۲۳ سال اردن و اردن بازی کرده‌است.